# Battaglia di Sibota
La battaglia di Sìbota fu una battaglia navale avvenuta nel 433 a.C. fra Corinto  e Corcira (Corfù). Essa può ritenersi uno degli eventi prodromi della Guerra del Peloponneso che inizierà nel 431 a.C.

## Cause del conflitto
Epidamno, l'attuale Durazzo e allora colonia corcirese, chiese l'intervento di Corinto a sostegno del governo democratico che aveva preso il potere in città. Gli aristocratici chiamano in soccorso Corcira, la quale fece mettere sotto assedio navale la città.
A Sparta fallirono le trattative di pace ed i corciresi, che avevano la seconda marina militare della Grecia in quel periodo, minacciarono di chiedere aiuto altrove; si allearono con Atene.
Corinto dal canto suo non poteva cedere i fruttuosi traffici con la Magna Grecia alla rivale "attica" e cercò di riportare sotto il suo controllo la colonia ribelle, con l'invio di 75 navi ad Epidamno a sostegno della città e dei propri interessi.

## Primo scontro
Poco dopo ingaggiarono battaglia, ma a Leucimme persero ben 15 navi oltre a vedere uccisi o resi schiavi tutti gli alleati e prigionieri i concittadini. I corciresi, poi, sgominarono ogni alleato dei corinzi, tra cui gli Elei di cui bruciarono gli arsenali a Cillene. Tutto ciò non fece che aumentare la voglia di vendetta dei corinzi che riarmarono una flotta ancora più potente.
L'anno seguente i corciresi si videro costretti a chiedere ad Atene un appoggio non solo formale; stipularono con Pericle un accordo difensivo, che però non andasse a scardinare la pace trentennale della città attica con Sparta, ma che tuttavia le garantisse il controllo del mare attorno alla Grecia.

## La battaglia
I corinzi si imbarcarono, sotto il comando di Xenoclide, su una flotta di 150 navi per porre fine alla disputa; mentre Atene inviò dieci navi, con al comando Lacedemonio (figlio di Cimone), a Corcira come rinforzo, con l'ordine di non attaccare le navi di Corinto a meno che non avessero attaccato l'isola. Ad esse, si aggiunsero più tardi altre 20 triremi al comando di Glaucone e Andocide.
Nei primi giorni di settembre a Corcira c'erano sole le 10 triremi di Lacedemonio oltre alle 110 corciresi, quando giunse la flotta corinzia condotta da Senoclide, forte di 150 navi, così divise:
- 90 da Corinto
- 27 da Ambracia
- 12 da Megara
- 10 da Elea
- 1 da Anactorio

I comandanti corciresi Miciade ed Euribaco posero le loro navi a sud delle isole Sibota (20 km da Corfù) e lungo la costa i propri opliti assieme a quelli provenienti da Zacinto.
Quando arrivarono le navi di Corinto, le navi di Corcira formarono la linea di battaglia, con gli ateniesi sulla destra. Le navi di Corinto si schierarono sulla sinistra e lasciarono il centro e la destra agli alleati. Entrambe le parti combatterono con opliti e arcieri sulle navi, in un modo che Tucidide chiama "vecchio-stile".
Venti navi di Corcira aggirarono l'ala destra nemica e, dopo averla inseguita verso la costa la distrussero. L'ala sinistra di Corinto, comunque, ebbe maggior successo, e gli ateniesi furono costretti ad andare in aiuto dei propri alleati. Tuttavia, i corinzi furono vittoriosi, e uccisero quasi tutti i sopravvissuti, tranne 1250 uomini che furono fatti prigionieri.
I corciresi e gli ateniesi andarono verso Corcira per difendere l'isola, e quando i corinzi arrivarono, si ritirarono, perché si trovarono la strada sbarrata dalle 20 navi ateniesi sotto il comando di Glaucone. Timorosi che fosse solo l'avanguardia della flotta della lega di Delo, il giorno seguente inviarono un'ambasceria per conoscere le intenzioni ateniesi, i quali dichiararono di voler solo tenere sgombra la rotta per Corfù (ciò non andava contro il trattato di non belligeranza), ma impediva la presa della città.
Entrambe le parti affermano di aver vinto la battaglia, i corinzi perché avevano vinto la prima battaglia, gli ateniesi perché avevano evitato l'occupazione di Corcira.
Poco dopo quella battaglia, gli Ateniesi e i Corinzi combatterono di nuovo fra di loro nella battaglia di Potidea.